# 帧率
帧率（英語：frame rate）是用於測量顯示帧数的度量。測量單位為「每秒顯示帧数」（frame per second，FPS）或「赫茲」，一般來說FPS用於描述影片、電子繪圖或遊戲每秒播放多少幀。
較高的影格速率在一秒鐘內捕捉更多影格，特別是在有快速移動物體的環境中，影片的視覺呈現更細緻流暢。
*注釋：這裡指的是電子設備及PC端，手機遊戲通常會卡頓，是源自於手機的設定跟品牌，與遊戲內建的影格速率沒有太大的關連。

## 帧率与人眼
人类视觉的时间敏感性和分辨率根据视觉刺激的类型和特征而变化，并且在个体之间是不同的。由於人類眼睛的特殊生理結構，如果所看畫面之幀率高於每秒約10至12張的時候，就會認為是連貫的，此現象稱之為視覺暫留。這也就是為什麼電影膠片是一格一格拍攝出來，但是藉由快速播放，能讓畫面看起來是連續的。
当调制光（如计算机显示器）闪烁的频率高于約50Hz至60Hz时，主流研究把在此状态下的调制光认定为稳定状态。这种对调制光稳定感知，被称为闪烁融合阈值。然而，当调制光不均匀且包含图像时，所需要的闪烁融合阈值要高得多。如果人需要在一连串不同图像中识别指定图像，图像出现时间仅需13毫秒。视觉残留有时会导致非常短暂的单毫秒视觉刺激，其感知持续时间在100毫秒至400毫秒之间。多个短暂刺激有时也能合成单个刺激，例如在10毫秒的绿色闪光后出现10毫秒的红色闪光，会被感知为单一的黄色闪光。

## 电影

### 无声电影
早期的无声电影的帧率介于16到24帧/秒之间，但是由于摄像机由手摇驱动，所以在摄影过程中经常改变帧率来表现情绪。要改变影院中的帧率，还可以通过调节放映机的卷片机构电压变阻器来完成。无声电影常用比拍摄时更高的帧率来放映。虽然帧率足以让人感觉到运动，但往往被认为是在放快镜。通过放映机上两片式或三片式的快门，将帧率提高到观众看到的两倍或三倍。托马斯·爱迪生曾指出，低于视觉皮层帧率下限48帧/秒，会导致眼睛疲劳。在1920年代中后期，无声电影的帧率提高到20至26帧/秒之间。

### 有声电影
当有声电影在1926年推出时，人耳对音频的变化更敏感，反而削弱人对电影帧率的关注。因为许多无声电影使用22至26帧/秒播放，所以选择中间值24帧/秒作为有声电影的帧率。从1927年到1930年，许多电影公司更新设备，24帧/秒成为35mm有声电影的标准。当帧率为24帧/秒时，胶卷以456毫米（18英寸）/秒的速度经过放映机。这让双叶式快门以每秒48个画面的速度播放画面，满足爱迪生的建议。许多现代35mm电影放映机使用三叶式快门，可以每秒放映72个画面，每帧画面在屏幕上刷新3次。

## 数位和电视标准
有聲電影的拍攝及播放張數均為每秒24張，對一般人而言已算可接受，但對早期的高動態電子遊戲，尤其是射擊遊戲或競速遊戲來說，幀率少於每秒30張的話，遊戲就會顯得不連貫，這是因為電腦會準確地顯示瞬時的畫面（像是一台快門速度無限大的相機），沒有動態模糊使流暢度降低。而使用相同幀率的攝影機拍攝物體移動時，該場景的影像必定會表現所有移動物體在曝光時間內所有位置的完整組合。因此很多新世代電玩遊戲以動態模糊為特色。在实际体验中，60張相对于30張有着更好的体验。在机能有限的设备上，更多开发商为了实现更好的画面，牺牲流畅的60張体验来换取画质的提升。流暢畫面對於第一人稱射擊遊戲很重要。有了平滑度高的60hz之後，更有極度連貫的120hz的電視推出，時至今日，高刷新率的顯示器已經不再罕見，240hz、360hz ，甚至500Hz的高刷新率顯示器也在逐步步入遊戲愛好者們的家門，也有更多的電視機選擇了使用120hz作爲刷新率，旗艦級別的手機也均選擇將刷新率提升至90hz或者120hz，而對於高刷新率，實踐證明儅刷新率提升至一定的頻率時（約100hz），人眼對刷新率的識別能力將因人而異，部分人將沒有能力輕易區別出更高刷新率與其的區別，而對於刷新率較爲敏感的人，其區分上限將會更高，至於人眼對於刷新率的識別極限，目前暫無科學定論，但是，在VR頭部顯示器中輸出的畫面一般建議刷新率不低於90hz，否則將會導致使用者產生暈眩、不適等症狀。

### 畫面撕裂

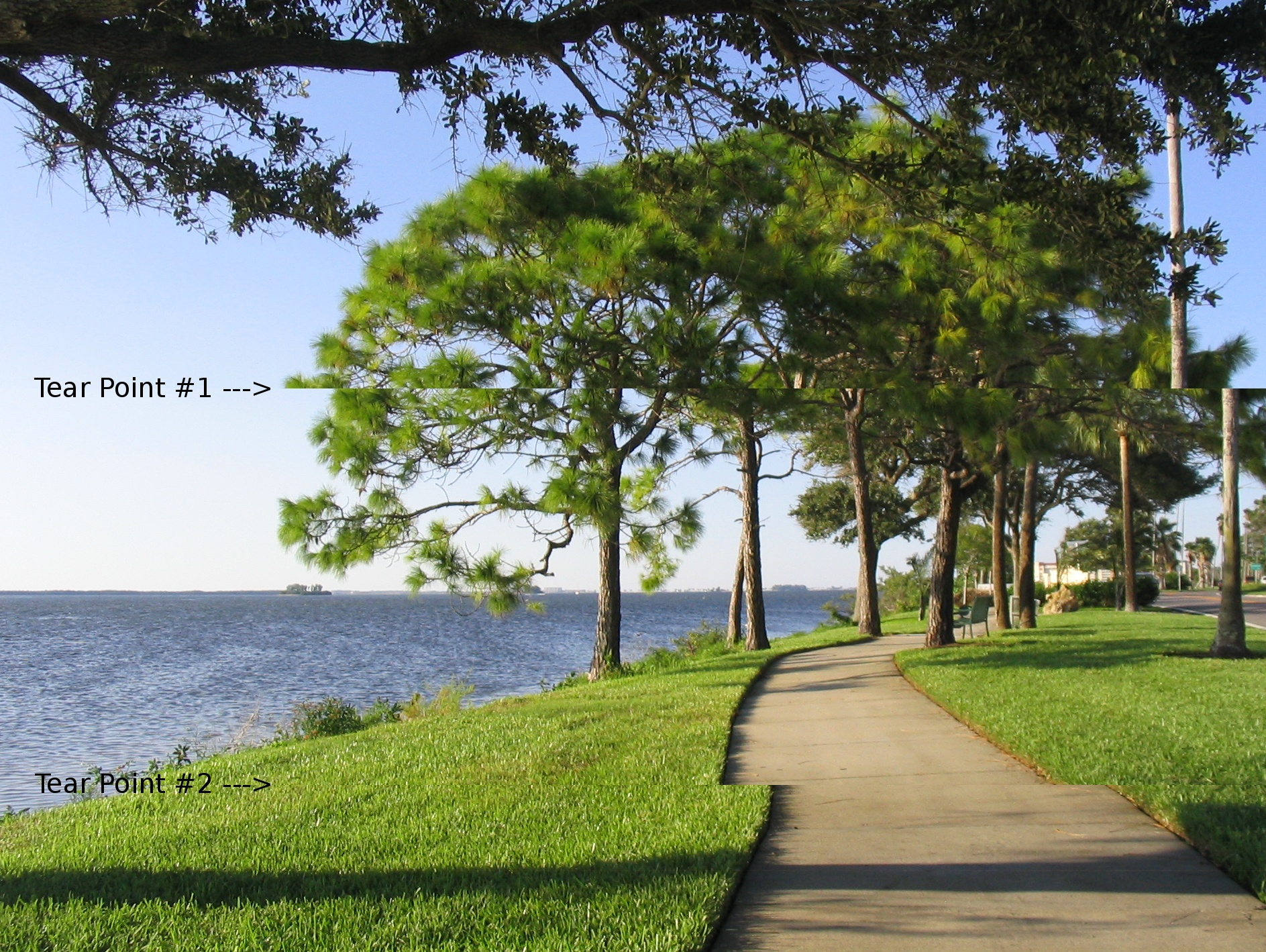
畫面撕裂，画面被分成3份。

現在顯示卡效能大幅提高，幀率太高出現畫面撕裂。屏幕更新頻率是固定的，通常是60Hz，如果顯示卡的輸出高於60fps，兩者不同步，畫面便會撕裂。通常遊戲內選項內的垂直同步(V Sync)開啟後便可解決畫面撕裂的問題。

## 殘影
由視覺暫留的暫留時間過長造成，殘影對於低帧率而言有益，因為影像中上一張畫面與下一張畫面重疊產生第三張畫面，導致「畫面在眼中便流暢」就如同帧率變高一樣，但實際上螢幕的帧率沒變；然而，對於高帧率而言卻是大問題，因為視覺暫留的速率趕不上帧率，導致太多畫面重疊在一起，讓單位時間內的影像變得模糊，為了減少模糊，許多高幀率顯示器會使用「插幀技術」或「動態清晰技術」，透過黑幀插入來降低視覺暫留的影響。

## 生硬
由視覺暫留的暫留時間過短造成，對於高帧率而言無影響，因為不會造成殘影；但對低帧率而言會感到不流暢。

## 常见影视帧率
截至2013年，在电视和电影制作行业主要有三种常见帧率：24FPS、25FPS、30FPS，以及HDTV常用的50FPS和60FPS。更高的帧率在電影中，如48FPS已被彼得·杰克逊的霍比特人電影系列採用，李安執導的電影比利·林恩的中場戰事，更是以120FPS拍攝；在電視中，如300FPS，則已被英国广播公司进行测试研究。